# Гарайкоэчеа, Карлос
Ка́рлос Гарайкоэче́а Урри́са (исп. и баск. Carlos Garaikoetxea Urriza; 2 июня 1938, Памплона, Наварра) — баскский политик, адвокат и экономист. Председатель Баскской националистической партии (EAJ-PNV) в 1975—1980 годах. В 1979–1980 — председатель Баскского генерального совета. В 1980—1988 годах — председатель правительства Страны Басков.

## Биография
Карлос Гарайкоэчеа родился в 2 июня 1938 года в Памплоне, в большой, католической, традиционалистской и богатой семье. Его отец владел баскским языком, сам же Гарайкоэчеа выучил баскский уже во взрослые годы.
В 1980 году состоялась его встреча с Адольфо Суаресом. 
В 1986 году Гарайкоэчеа из-за разногласий вышел из Баскской националистической партии и 17 сентября основал партию Эуско Алькартасуна, которую он возглавлял до 1999 года.
Был одним из инициаторов увековечения памяти баскского поэта-песенника Хосе Марии Ипаррагирре.
Гарайкоэчеа женат на Саграрио Мине и имеет троих детей. Говорит на баскском, испанском, английском и французском языках.
21 ноября 2009 года он принял участие в подготовке совместного документа, представленного лидерами баскских националистических сил, включая Эрри Батасуна.